# Merton Park
Merton Park – dzielnica Londynu, w Wielkim Londynie, leżąca w gminie Merton. Leży 14,3 km od centrum Londynu. W 2011 roku dzielnica liczyła 9485 mieszkańców.